# Осбю (община)
Община Осбю (на шведски: Osby kommun) е разположена в лен Сконе, югоизточна Швеция с обща площ 602 km2 и население 12 713 души (към 31 декември 2013). Административен център на община Осбю е едноименният град Осбю.